# Синиця південна
Синиця південна (Melaniparus niger) — вид горобцеподібних птахів родини синицевих (Paridae). Мешкає на сході Південної Африки.

## Опис
Південні синиці є порівняно великими представниками своєї родини. Вони досягають довжини 15-16 см при вазі в 17,2-26 г. Забарвлення птаха майже повністю чорне, за винятком кількох білих ділянок на крилах і хвості. Очі карі, дзьоб чорний, лапи сірі, темно-сірі або сизі. У самців забарвлення дещо синювате, у самиць тьмяне, їх живіт може бути темно-сірий. У молодих птахів спина темно-коричнева. У представників підвиду M. n. ravidus білі кінчики крил ширші, наж у представників номінативного підвиду, забарвлення самиць світліше, нижня частина тіла у них сиза. У представників підвиду M. n. xanthostomus нижня частина тіла світліша, ніж у представників номінативного підвиду.

## Підвиди
Виділяють три підвиди:
- M. n. ravidus (Clancey, 1964) — поширений від східної Замбії до центрального Мозамбіку та до північного сходу ПАР;
- M. n. xanthostomus (Shelley, 1892) — поширений від південно-східної Анголи до центральної Замбії і південно-західної Танзанії, а також до північно-східної Намібії, Ботсвани і півночі ПАР;
- M. n. niger (Vieillot, 1818) — поширений на півдні Мозамбіку та на сході ПАР.

## Поширення і екологія
Південні синиці живуть в сухих саванах і сухих тропічних лісах, зокрема в міомбо, а також в парках і садах. Зустрічаються на висоті до 1070 м над рівнем моря. Є поширеним видом птахів в межах свого ареалу, зокрема в Зімбабве щільність розселення птахів досягає 50 особин на км².

## Поведінка
Південні синиці живуть невеликими зграйками, в негніздовий період приєднуються до змішаних зграй птахів. Вони є переважно комахоїдними, однак також доповнюють свій раціон нектаром Aloe barberae і Aloe ferox, плодами фікусів і омел. Південні синиці далеко кочують в пошуках їжі, і можуть долати відстань до 10 км в день. Шукають здобич в кронах і на гілках дерев.
Південні синиці гніздяться з серпня по січень. Вони є моногамними. Самиця будує гніздо з рослинних волокон, лишайників і шерсті, яке розміщується в дуплі дерева, на висоті 2-5 м над землею. Часто синиці гніздяться в покинутих дуплах дятлів і лібій. В кладці 4-5 яєць, інкубаційний період триває 14-15 днів. Насиджує лише самиця. Пташенята покидають гніздо через два тижні. Батьки прожовжують піклуватися про них ще 9 місяців. Південні синиці часто стають жертвами гніздового паразитизму з боку великих воскоїдів.

## Галерея

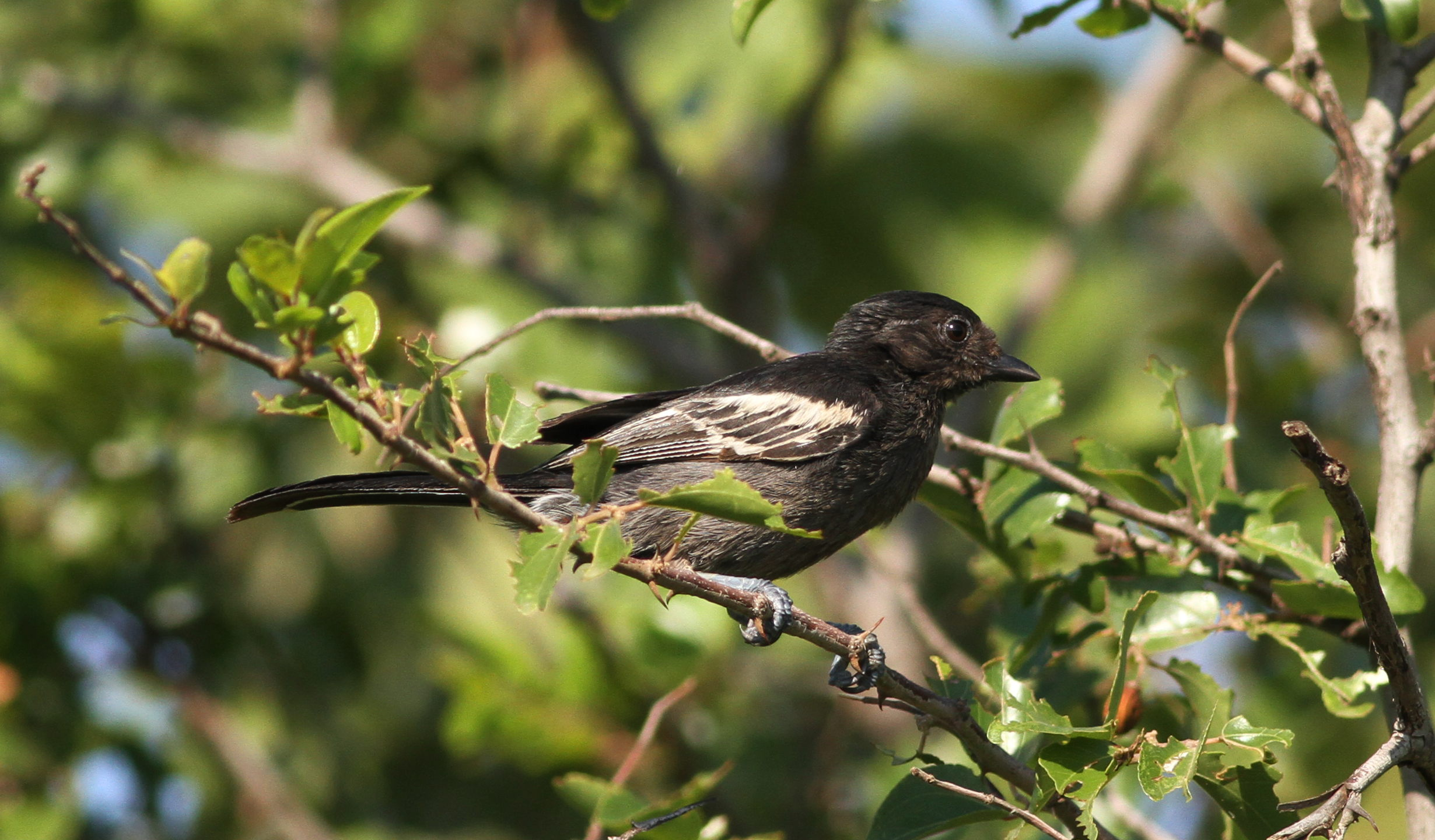
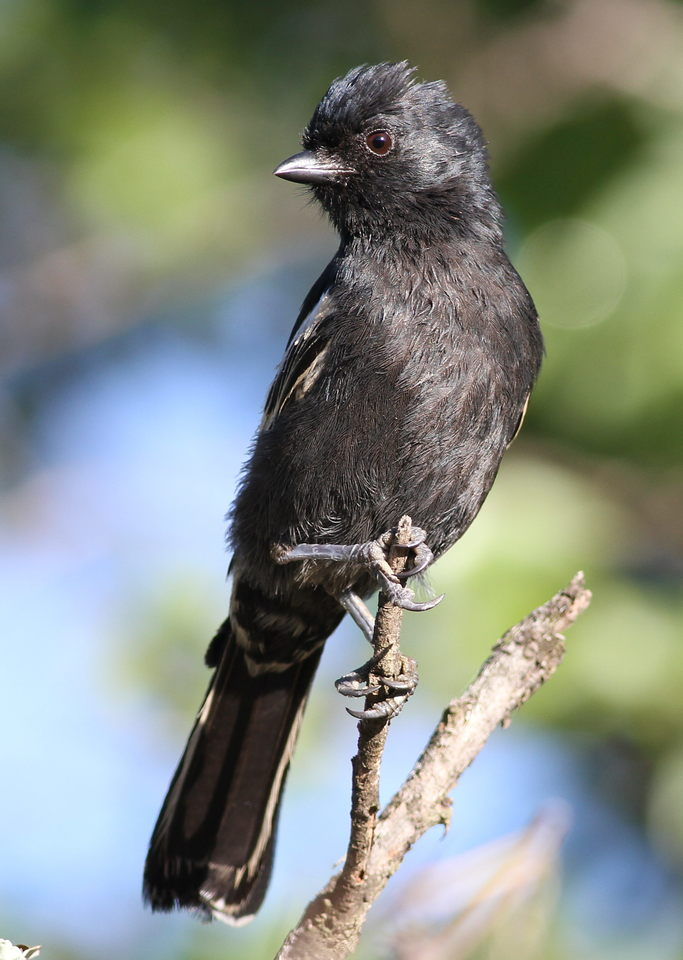
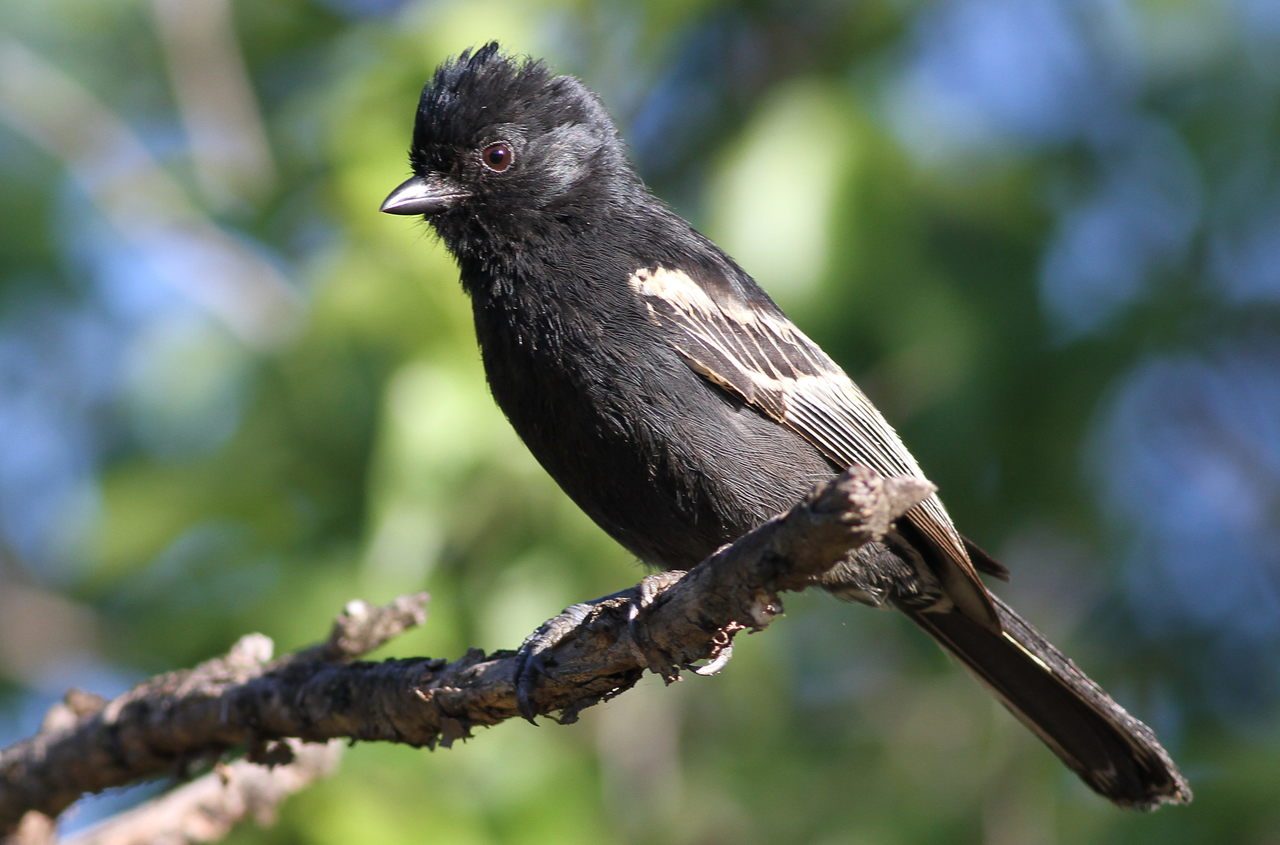
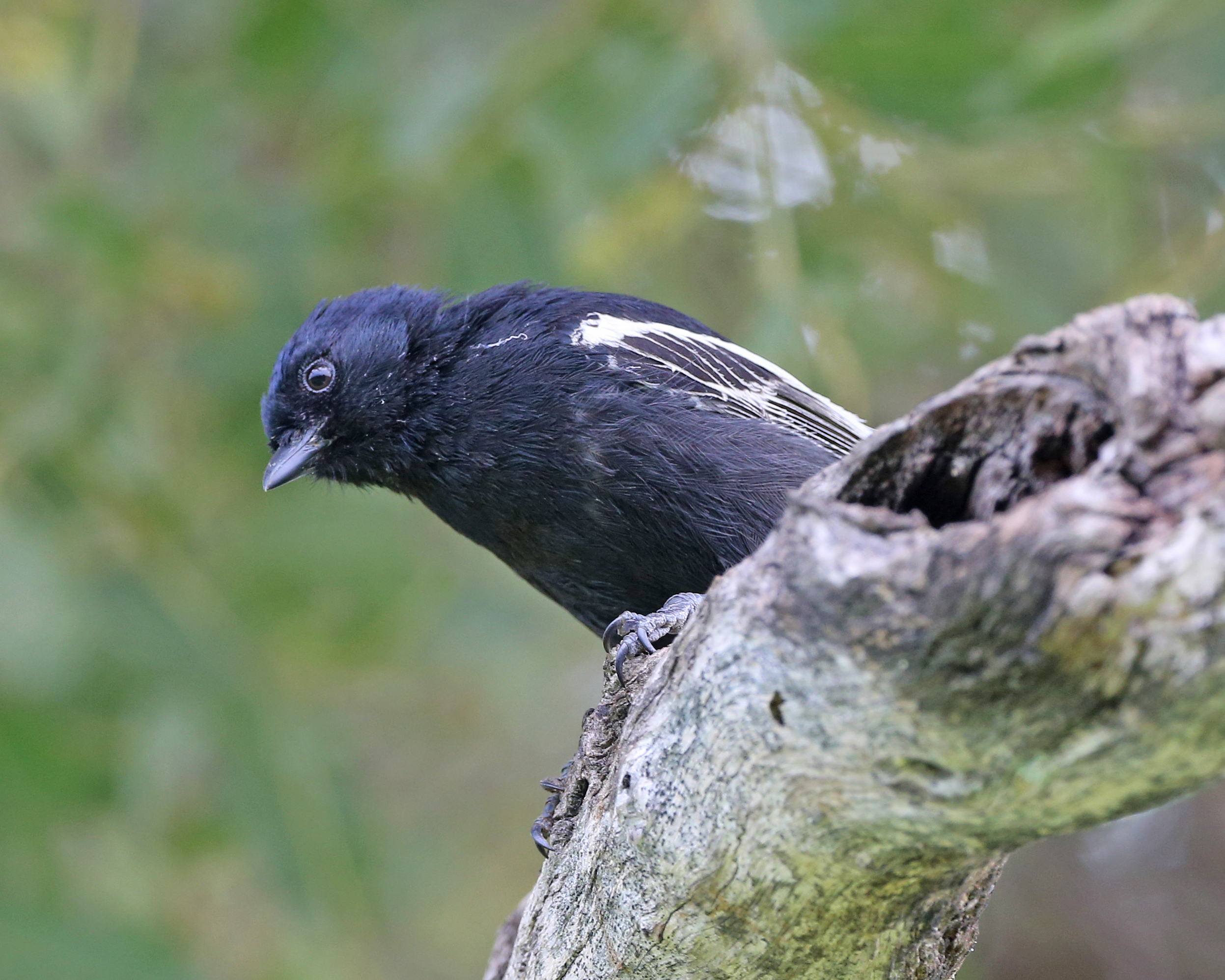
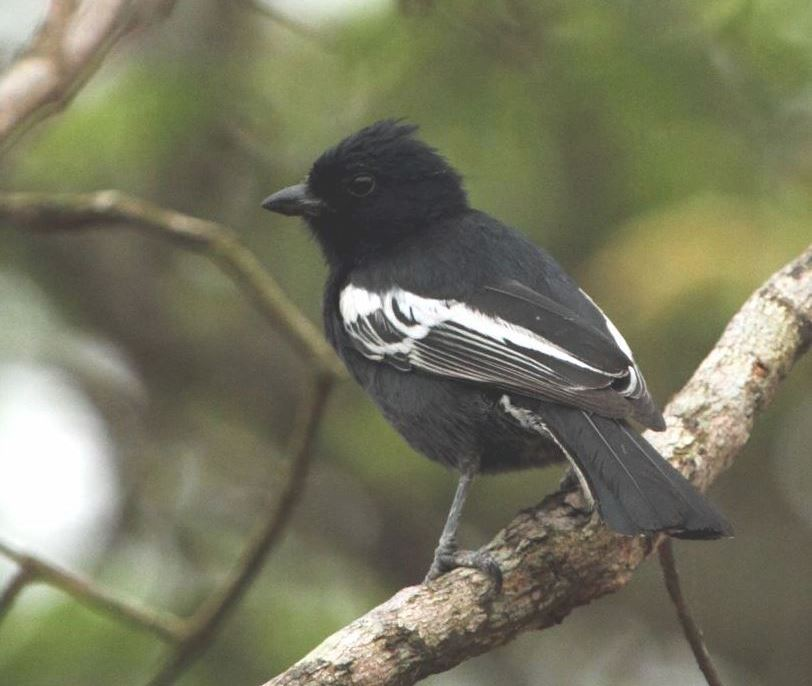